# Abade de Vermoim
Abade de Vermoim é uma localidade portuguesa do Município de Vila Nova de Famalicão que foi sede da extinta Freguesia de Abade de Vermoim, freguesia que tinha 0,33 km² de área e 437 habitantes (2011), e, por isso, uma densidade populacional de 1 324,2 hab/km². 
A Freguesia de Abade de Vermoim foi extinta em 2013, no âmbito de uma reforma administrativa nacional, tendo sido agregada à freguesia de Antas para formar uma nova freguesia denominada União das Freguesias de Antas e Abade de Vermoim com sede em Antas.
Abade de Vermoim dista 5 km da sede do município.

## História
Em 1747, Santa Maria de Abade de Vermoim era uma freguesia do termo da vila de Barcelos, Julgado de Vermoim e Faria. Regia-se pela Comarca Eclesiástica de Braga, e no secular, pela Comarca de Viana. Pertencia ao Arcebispado de Braga, situando-se na Província de Entre Douro e Minho. Era terra da coroa portuguesa tendo somente vinte vizinhos. Situava-se num vale, dela se descobrindo algumas aldeias.
A paróquia estava no meio da freguesia, e o seu orago era Nossa Senhora da Assunção. Tinha dois altares colaterais, um de Nossa Senhora dos Anjos, e outro de São Sebastião. Tinha a Irmandade do Santíssimo Nome de Jesus, e a do Subsino, que era como chamavam à Irmandade do Senhor. Constava de mais duas freguesias além desta: a do Salvador da Lagoa, que é reitoria; e a de São Paio de Seide, que é vigairaria, andando todas três debaixo de uma só cruz; e por tradição se diz que, antigamente, esta de Santa Maria era cabeça. O pároco era abade da apresentação ordinária dos Arcebispos de Braga. Renderia pouco mais ou menos duzentos e cinquenta mil reis.
Os frutos desta freguesia eram centeio, milho alvo, milho grande, e vinho verde. Estava sujeita às justiças da Vila de Barcelos, a cujo termo pertencia, e ao Julgado de Vermoim e Faria. Usavam os moradores de água de poços para o necessário, pela falta que neste distrito há de fontes nativas de água de pé.

## População
| População da freguesia de Abade de Vermoim | População da freguesia de Abade de Vermoim | População da freguesia de Abade de Vermoim | População da freguesia de Abade de Vermoim | População da freguesia de Abade de Vermoim | População da freguesia de Abade de Vermoim | População da freguesia de Abade de Vermoim | População da freguesia de Abade de Vermoim | População da freguesia de Abade de Vermoim | População da freguesia de Abade de Vermoim | População da freguesia de Abade de Vermoim | População da freguesia de Abade de Vermoim | População da freguesia de Abade de Vermoim | População da freguesia de Abade de Vermoim | População da freguesia de Abade de Vermoim |
| ------------------------------------------ | ------------------------------------------ | ------------------------------------------ | ------------------------------------------ | ------------------------------------------ | ------------------------------------------ | ------------------------------------------ | ------------------------------------------ | ------------------------------------------ | ------------------------------------------ | ------------------------------------------ | ------------------------------------------ | ------------------------------------------ | ------------------------------------------ | ------------------------------------------ |
| 1864                                       | 1878                                       | 1890                                       | 1900                                       | 1911                                       | 1920                                       | 1930                                       | 1940                                       | 1950                                       | 1960                                       | 1970                                       | 1981                                       | 1991                                       | 2001                                       | 2011                                       |
| 115                                        | 114                                        | 121                                        | 1 381                                      | 120                                        | 110                                        | 131                                        | 137                                        | 117                                        | 174                                        | 177                                        | 253                                        | 307                                        | 351                                        | 437                                        |

No censo de 1900 tinha anexada a freguesia de Antas (decreto de 15/07/1890)